# 何福堃
何福堃（?—?），山西省霍州直隸州靈石縣人，清朝政治人物、進士出身。
光緒三年（1877年），参加丁丑科殿試，登進士二甲第41名。同年五月，改翰林院庶吉士。光绪六年四月，散館后，授翰林院編修。